# 타임 (기업)
타임(Time Inc., 이후에는 두 개의 한때 주력 잡지 발행물 이름을 따서 타임 & 라이프로도 불림)는 1922년 11월 28일에 헨리 루스와 브리턴 해든이 설립하고 뉴욕에 본사를 둔 미국의 전 세계 대중 매체 기업이었다. 이 회사는 동명의 타임, 스포츠 일러스트레이티드, 트래블 + 레저, 푸드 & 와인, 포춘, 피플, 인스타일, 라이프, 골프 매거진, 서던 리빙, 에센스, 리얼 심플, 엔터테인먼트 위클리를 포함한 100개 이상의 잡지 브랜드를 소유하고 발행했다. 또한 영국 잡지사 타임 UK(이후 매각되어 TI 미디어로 재브랜딩됨)와 공동 운영하는 자회사도 있었으며, 이 회사의 주요 잡지로는 와츠 온 TV, 뉴 뮤지컬 익스프레스, 컨트리 라이프, 월페이퍼 등이 있다. 타임은 또한 마이레시피, 엑스트라 크리스피, 더스너그, 헬로기글스, MIMI를 포함한 60개 이상의 웹사이트 및 디지털 전용 잡지를 공동 운영했다.
1990년, 타임은 워너 커뮤니케이션스와 합병하여 미디어 대기업인 타임 워너 (현재 워너 브라더스 디스커버리)를 설립했다. 2018년, 미디어 회사인 메러디스 코퍼레이션이 28억 달러에 타임을 인수했다. 메러디스는 3년 후 IAC에 인수되어 닷대시와 합병하여 닷대시 메러디스를 설립했으며, 그 결과 IAC가 이전 타임 자산의 대부분을 확보했다.

## 역사

### 시작
뉴스 잡지라는 개념에 대한 매일 밤의 논의는 1922년 23세의 공동 설립자인 헨리 루스와 브리턴 해든이 직장을 그만두게 했다. 같은 해 말, 그들은 타임을 설립했다. 10만 달러 목표 중 8만 6천 달러를 모금한 후, 1923년 3월 3일에 타임 첫 호가 미국 최초의 주간 뉴스 잡지로 발행되었다. 루스는 사업 관리자로 일했고 해든은 편집장이었다. 루스와 해든은 매년 회장과 비서 겸 재무 담당자 직책을 번갈아 맡았다. 1929년 해든의 갑작스러운 죽음으로 루스가 해든의 직책을 맡았다.

### 성장
루스는 1930년 2월에 경제 잡지인 포춘을 창간하고 1936년에 그림 잡지인 라이프를 창간했으며, 1952년에 하우스 & 홈과 1954년에 스포츠 일러스트레이티드를 창간했다. 그는 또한 더 마치 오브 타임 라디오 및 뉴스 영화 시리즈를 제작했다. 1960년대 중반까지 타임은 세계에서 가장 크고 권위 있는 잡지 발행사였다. (1930년대에 포춘 직원이었던 드와이트 맥도널드는 그를 "일 루체"라고 불렀는데, 이는 이탈리아 독재자 베니토 무솔리니의 별명인 "일 두체"에 대한 풍자였다.) 한때 공화당 행정부에서 미국의 국무장관이 되려는 야망을 가졌던 루스는 1941년 라이프 잡지에 "미국의 세기"라는 유명한 기사를 썼는데, 이는 20세기 나머지 기간, 그리고 어쩌면 그 이후까지도 미국 외교 정책의 역할을 정의했다.
프랭클린 D. 루스벨트 대통령은 대부분의 발행인들이 자신에게 반대한다는 것을 알고 1943년에 모든 발행인과 미디어 경영진의 전투 지역 방문을 금지하는 법령을 발표했다. 그는 조지 마셜 장군에게 집행을 책임지도록 했다. 주요 대상은 오랫동안 루스벨트 대통령에게 반대했던 루스였다. 역사가 앨런 브링클리는 이 조치가 "심각하게 잘못되었다"고 주장한다. 루스가 여행할 수 있었다면 전 세계의 미군을 열정적으로 응원했을 것이기 때문이다. 그러나 뉴욕에 갇힌 루스의 좌절과 분노는 날카로운 당파성으로 나타났다. 루스는 편집자 T. S. 매튜스의 지원을 받아 현장 기자들과 갈등을 겪었음에도 불구하고 1944년에 휘태커 체임버스를 외신 편집장 대행으로 임명했다.
1950년대에 타임 임원 브럼바우는 타임이 잡지 배달을 신속하게 처리하기 위해 구역 시스템을 어떻게 사용하는지 설명하기 위해 우체국에 발표했다. 우체국은 1943년에 구역을 지정했지만 일관성 없이 적용되었다. 타임의 내부 뉴스레터인 FYI에 인용된 바와 같이 "'도시의 40% 미만이 제대로 구역화되었다'고 그는 회상했다. '저는 우체국에 가서 우리가 구역 시스템을 어떻게 작동시키고 있는지 보여주었습니다.'" 1963년에 미국 우정국은 ZIP 코드를 도입했다.
1964년까지 모든 출판물의 편집장을 역임했던 루스는 공화당의 영향력 있는 구성원으로서의 위치를 유지했다. 반공주의 성향을 갖고 있었던 그는 공산주의와 싸우는 명목으로 우익 독재를 지지하기 위해 타임을 사용했다. 소위 "차이나 로비" 배후의 핵심 인물로서, 그는 일본과의 전쟁에서 국민당 지도자인 장제스와 그의 아내 쑹메이링을 지지하는 미국 외교 정책과 대중 정서를 이끌어내는 데 큰 역할을 했다. (장제스와 쑹메이링은 1927년에서 1955년 사이에 타임 표지에 11번 등장했다.
1961년, 타임은 잡지의 자원을 결합하여 타임 라이프 (나중에 TV 및 라디오 방송국의 지주 회사가 되었으며 영화 제작 부서인 타임 라이프 영화와 레코드 레이블을 가졌다)를 설립하며 도서 출판 사업에 진출했다. 타임은 나중에 보스턴에 본사를 둔 리틀, 브라운 앤드 컴퍼니 (워너 북스와 합병 후 타임 워너 북 그룹에 통합되었으며, 2006년 아셰트에 인수된 후 현재 아셰트 북 그룹으로 알려져 있다)를 1968년 1월에 1,700만 달러에 인수했다.
타임은 또한 선구적인 케이블 네트워크인 HBO를 소유했다.
1974년, 타임은 유명인사 중심의 잡지인 피플을 창간했다.
1985년 2월, 타임은 앨라배마주 버밍엄에 본사를 둔 Southern Progress Corporation을 4억 8천만 달러에 인수할 것이라고 발표했는데, 이 회사는 서던 리빙 잡지의 발행사이다.
1987년, 타임과로빈 월래너는 육아 중심의 잡지인 패런팅을 창간했다. (타임은 1990년 1월 5일 워너 커뮤니케이션스와의 합병 완료 며칠 전에 월래너가 보유한 잡지의 나머지 지분을 인수했다)

### 워너 커뮤니케이션스와의 합병
1987년, 타임은 1981년부터 보유하고 있던 USA 네트워크의 소유 지분을 잃었다. 타임과워너 커뮤니케이션스의 합병은 1989년 3월 4일에 발표되었다. 같은 해 여름, 파라마운트 커뮤니케이션스 (이전의 걸프 앤 웨스턴 인더스트리스)는 타임과 워너 커뮤니케이션스 간의 주식 스왑 합병 계약을 종결시키기 위해 122억 달러의 적대적 인수 제안을 했다. 이로 인해 타임은 워너에 대한 제안을 현금과 주식으로 149억 달러로 올렸다. 파라마운트는 델라웨어 법원에 타임/워너 합병을 막기 위한 소송을 제기함으로써 대응했다. 법원은 두 차례 타임에 유리하게 판결하여 파라마운트는 타임 인수 및 소송을 취하하고 두 회사의 합병이 1990년 1월 10일에 완료되도록 허용했다. 효과적으로 타임은 워너를 인수하여 새로운 기업 구조와 "타임 워너"라는 새로운 합병 회사가 되었다.
1990년 11월, 타임은 히포크라테스 파트너스의 나머지 지분을 인수할 것이라고 발표했다 (타임은 이전에 1988년 7월에 50% 지분을 인수했다).
패스파인더 웹사이트는 타임, 피플, 포춘 잡지의 콘텐츠를 담아 1994년에 시작되었다. 1999년에 폐쇄되었다.
2000년 10월 20일, 타임은 트리뷴 컴퍼니로부터 필드 & 스트림, 골프 매거진, 아웃도어 라이프, 파퓰러 사이언스, 스키, 요팅을 포함한 타임스 미러 컴퍼니의 잡지 사업부를 4억 7,500만 달러에 인수할 것이라고 발표했다. 합병은 그해 11월에 완료되어 Time4Media를 형성했다. (이 사업부의 잡지 중 골프 매거진과 패런팅 그룹을 제외한 잡지는 2007년에 보니어 그룹에 매각되었다)
2005년 1월, 타임은 에센스 잡지의 발행사인 뉴욕 기반의 에센스 커뮤니케이션스에서 이미 소유하고 있는 지분을 제외한 나머지 지분을 인수할 것이라고 발표했다. (타임은 이미 2000년에 잡지 지분의 49%를 인수했다)
2008년, 타임은 타임 브랜드와 외부 출판사의 약 300개 잡지 타이틀을 특징으로 하는 인터넷 기반 잡지 회원 서비스인 매그하운드를 출시했다. 2010년 1월 19일, 타임은 개인 쇼핑 엔진인 StyleFeeder를 인수했다.
2010년 8월, 타임은 회장 겸 최고 경영자인 앤 S. 무어가 CEO에서 물러나고 미국에서 두 번째로 큰 소비자 잡지 발행사인 메러디스 코퍼레이션의 임원인 잭 그리핀으로 교체될 것이라고 발표했다. 2010년 9월, 타임은 인도의 최대 미디어 그룹 중 하나인 콜카타에 본사를 둔 ABP 그룹과 라이선스 계약을 체결하여 포춘 인디아 잡지와 연간 포춘 인디아 500 목록을 발행했다. 그리핀은 짧은 임기 후 해임되었으며, 결국 로라 랭이 약 1년 동안 근무했다.

### 분사
2013년 3월 6일, 타임 워너는 타임을 상장 회사로 분사할 계획을 발표했다. 타임 워너 회장 겸 CEO인 제프 베워케스는 이번 분사를 통해 타임 워너는 TV 및 영화 사업에만 집중할 수 있고, 타임은 핵심 인쇄 매체 사업에 집중할 수 있을 것이라고 밝혔다. 2014년 5월, 타임은 그해 6월 6일에 상장 회사가 될 것이라고 발표했다. 분사는 2014년 6월 9일에 완료되었다. 2016년 9월 13일, 리치 바티스타는 사장 겸 CEO로 승진하여 조셉 A. 리프를 대체했다.
타임은 2013년 10월 1일에 아메리칸 익스프레스 퍼블리싱 코퍼레이션의 트래블 + 레저, 푸드 & 와인, 디파트처스, 블랙 잉크 및 이그제큐티브 트래블을 포함한 잡지 패키지를 인수했다. 2014년 1월 14일, 타임은 콜린 보델이 새로 신설된 부사장 겸 최고 기술 책임자로 회사에 합류할 것이라고 발표했다. 그러나 그는 2016년 5월 19일에 해임되었다. 2014년 2월 5일, 타임은 500명의 일자리를 감축할 것이라고 발표했다. 대부분의 정리해고는 아메리칸 익스프레스 퍼블리싱에서 이루어졌다. 2014년 4월부터 2017년 중반까지 타임의 회장은 2013년 9월부터 최고 경영자로 재직했고 바티스타가 CEO로 교체되었을 때 상임 회장을 계속 맡았던 조셉 A. 리프였다. 리프는 2018년까지 상임 회장직을 유지할 의향이었으나, 2017년에 이사회에서 물러났고 존 페이히가 메러디스에 매각되기 전까지 수개월간 비상임 회장을 역임했다. 2015년 5월 28일, 타임은 엔터테인먼트 및 스포츠 뉴스 사이트인 팬사이디드 인수를 발표했다. 2015년 7월, 타임은 애리조나주 투손의 리그 아틀레틱스, 뉴욕주 새러토가스프링스의 SportsSignup, 캘리포니아주 로스알라미토스의 iScore를 인수했다. 이 세 회사는 스포츠 일러스트레이티드 플레이의 일부가 될 것이다.
2014년과 2015년에 몇 편의 TV 프로그램을 시도한 후, 회사는 2016년에 자체 제작사로 타임 프로덕션을 설립했다. 2016년 2월 11일, 타임은 선도적인 사람 기반 마케팅 플랫폼이자 마이스페이스 소유주인 Viant를 인수했다고 발표했다. AT&T의 타임 워너 인수와 함께 HBO와 같은 타임 워너 TV 자산도 AT&T 산하에 놓이는 것으로 합의되었다. 2021년 워너미디어가 AT&T에서 분사한 후, 이 자산들은 워너 브라더스 디스커버리 산하로 들어왔다.

### 메러디스 및 IAC 인수
2017년 2월, 메러디스 코퍼레이션과 코크 주식 개발이 이끄는 투자자 그룹이 타임 인수를 검토하고 있다는 보도가 나왔다. 2016년, 타임은 비즈레이트 인사이츠를 인수했다. 2017년 4월 28일, 회사의 이사회는 회사 매각 계획을 철회하고 대신 성장 전략에 집중하기로 결정했다.
2017년 11월 26일, 메러디스 코퍼레이션이 28억 달러 규모의 거래로 타임을 인수할 것이라고 발표되었다. 6억 4천만 달러의 지원은 코크 주식 개발에서 제공되지만, 코크 가족은 이사직을 맡거나 회사의 운영에 영향을 미치지 않을 것이다. 2018년 1월 매각 완료 전, 타임은 헤어 및 스킨케어 제품 제조사인 선다이얼 브랜드의 설립자인 리슐리외 데니스에게 에센스 커뮤니케이션스를 매각했다. 2018년 1월, 메러디스는 타임에 대한 간판과 언급을 제거했으며, 타임 웹사이트는 메러디스 웹사이트로 리다이렉션되었다.
2018년 3월, 거래 완료 6주 만에 메러디스는 1,200명의 직원을 해고하고 타임, 포춘, 머니, 스포츠 일러스트레이티드의 매각을 모색할 것이라고 발표했다. 회사는 이러한 브랜드가 핵심 라이프스타일 지향 자산과 일치하지 않는다고 느꼈다.
하워드 밀스테인은 2018년 2월 7일에 메러디스에서 골프 매거진을 인수할 것이라고 발표했으며, 타임 UK는 2월 말에 영국 사모 펀드 그룹인 이피리스 (이후 TI 미디어로 재브랜딩됨)에 매각되었다. 2018년 9월, 메러디스는 타임을 마크 베니오프와 그의 아내 린에게 1억 9천만 달러에 재매각할 것이라고 발표했다. 베니오프는 세일즈포스닷컴의 회장 겸 공동 CEO이지만, 타임은 회사와 별개로 남을 것이며 베니오프는 일상적인 운영에 관여하지 않을 것이다. 2018년 11월, 메러디스는 포춘을 태국 사업가 차차발 지아라바논에게 1억 5천만 달러에 매각한다고 발표했다. 2021년 12월, 메러디스는 IAC의 닷대시에 인수되어 닷대시 메러디스가 되었다. IAC의 회장인 배리 딜러는 1980년대 초 파라마운트 회장이었을 때 타임과이전 관계가 있었으며, 타임이한때 USA 네트워크의 공동 소유주가 되도록 도왔다.

### 사무실
타임의 사무실은 원래 크라이슬러 빌딩에 있었다. 1938년에는 록펠러 센터에 새로 지어진 록펠러 플라자 1번지의 위층 7개 층으로 이전했다. 1960년에는 역시 록펠러 센터에 있는 새 건물 아메리카 애비뉴 1271번지의 15개 층으로 이전했다. 타임은 인접한 웨스트 50번가 135번지 건물에 추가 사무실을 임대했다. 2014년, 타임은 로어맨해튼의 브룩필드 플레이스로 이전했다.
록펠러 플라자 및 아메리카 애비뉴 건물은 모두 건설될 때 주 주요 임차인을 따라 "타임 & 라이프 빌딩"이라는 이름이 붙었지만, 그 임차인이 다른 곳으로 이전하자 이 이름도 잃었다. 공교롭게도 이는 영국 런던 W1Y0AA 뉴 본드 스트리트 153번지 건물에는 해당되지 않았다. 이 건물 역시 1951~53년에 "타임 & 라이프 인터내셔널 유한회사"의 당시 유럽 본부로 건설될 때 "타임 & 라이프 빌딩"이라는 이름이 붙었지만, 뉴욕의 건물들과 달리 2009년 8월 말에 회사가 건물을 비운 후에도 그 이름을 유지했다.

## 리더십
초기에는 회사가 단순히 타임 잡지였을 때 루스가 사업 관리자로 일했고 해든이 편집장이었으며, 그들은 매년 회장과 비서 겸 재무 담당자 직책을 번갈아 맡았다. 1929년 해든이 갑작스럽게 사망하자 루스가 그의 직책을 맡았고 사업 관리는 그의 첫 채용 직원 중 한 명이었던 로이 E. 라르센에게 위임되었다. 루스는 편집과 사업 관리가 이사회 수준까지 분리되는 "교회와 국가" 철학을 발전시켰다. (이는 매크매누스가 타임 워너 이사회에서 떠나면서 기능적으로 종료되었고, 2013년 리프에 의해 공식적으로 종료되었다).

### 편집장
- 1929–1964 헨리 루스 (1967년 사망까지 "편집 회장")
- 1964–1979 헤들리 도노반
- 1979–1987 헨리 아나톨 그러날드
- 1987–1994 제이슨 맥매누스

매크매누스는 은퇴 직전에 타임 워너 이사회에서 물러났고, 그의 후임인 노먼 펄스틴과 그의 후임인 존 휴이 (2006–2012)와 마사 넬슨 (2013)은 모회사의 이사가 된 적이 없었다. 이 직책은 이후 폐지되었다.

### 사장
- 1929년까지 루스 (1929년까지 해든과 번갈아)
- 1939–1960 로이 E. 라르센 (이후 1969년까지 회장 집행 위원회, 이후 1979년 사망 직전까지 부회장)
- 1960–1969 제임스 A. 리넨[79]
- 1969–1980 제임스 R. 셰플리[80]
- 1980–1986 J. 리처드 먼로
- 1986–1990 니콜라스 J. 니콜라스 주니어

리넨은 사장직을 수행한 후 일정 기간 집행 위원회 회장을 역임했으며, 이후 셰플리가 그 뒤를 이었고, 셰플리는 차례로 사장직에서 물러난 후 일정 기간 그 직책을 유지했다.

### 이사회 의장
- 1929–1942 헨리 루스
- 1942–1960 모리스 T. 무어 (루스의 여동생 엘리자베스 루스 무어의 남편)
- 1960–1980 앤드루 헤이스켈
- 1980–1986 랠프 P. 데이비드슨[81]
- 1986–1990 J. 리처드 먼로

데이비드슨은 이사회 의장직에서 물러난 후 집행 위원회 회장직도 역임했다.
먼로는 1990년부터 1996년까지 타임 워너의 집행 위원회 회장이었다.

### 최고경영자
- 1964?–1980 헤이스켈
- 1980–1990 먼로

워너 커뮤니케이션스와의 합병 시 먼로와 니콜라스는 1992년 로스가 니콜라스를 밀어낼 때까지 스티브 로스와 함께 타임 워너의 공동 CEO였다. 타임의 비출판 사업부를 통해 성장한 제럴드 M. 레빈은 그해 말 로스의 뒤를 이었고, 2002년에는 이전 타임과관련이 없었던 리처드 파슨스가 뒤를 이었다. (타임이분사될 때 모회사의 리더였던 제프 베워케스는 레빈처럼 비출판 사업부에서 성장했다).

### 자회사 내 타임의 수장
타임 기업 실체는 1970년대와 1980년대에 출판 사업 외로 다각화하여, 나중에 템플-인랜드 제지 회사로 분사된 회사와 HBO 및 타임 워너 케이블이 된 다양한 방송 및 케이블 TV 사업을 인수했다. 전체 법인과 잡지 사업 간의 구분이 커짐에 따라, "그룹 부사장, 잡지" 또는 "총괄 부사장, 잡지"였던 직책은 1985년에 "잡지 그룹"의 사장 및 최고경영자가 되었다 (1986년까지 켈소 F. 서튼 하에, 그 후 레지널드 K. 브랙 주니어) 그리고 1988년에 새로 설립된 자회사 "타임 잡지 회사"의 사장 및 CEO가 되었다 (초기에는 존 A. 마이어스가 회장). 1992년, 타임 워너는 타임의 비잡지 부문이 바로 모회사 산하로 들어가고 타임 명칭은 잡지 회사만 포함하도록 격하되도록 재편성하여, "잡지 회사"의 임원들이 현재 타임이된 회사의 임원이 되었다. 같은 해 말, 브랙 CEO는 돈 로건이 사장으로 승진하면서 회장으로 자리를 옮겼고, 1994년에는 로건에게 CEO 자리를 넘겨주고 1997년에는 회장직에서 물러났다. 로건은 2002년 추가 타임 워너 사업을 포함하는 그룹 총괄 직위로 승진했고(앤 S. 무어가 잡지 사업을 이어받았다), 2005년에 회사를 떠났다. 무어 이후의 수장은 위에 언급되었다.

## 문헌
- Brinkley, Alan (2010). 《The Publisher: Henry Luce and His American Century》. New York: Vintage Books. 302–303; 322–393쪽. ISBN 978-0679741541.